# Shohei Yabiku
Shohei Yabiku (Okinawa, 4 gennaio 1995) è un lottatore giapponese, specializzato nella lotta greco-romana.

## Biografia
Ha rappresentato il Giappone ai Giochi olimpici estivi di Tokyo 2020, dove ha vinto la medaglia di bronzo nel torneo dei -77 kg.

## Palmarès
- Giochi olimpici estivi

Tokyo 2020: bronzo nei -77 kg.
- Mondiali junior

Sofia 2013: bronzo nei -66 kg.